# Des idiots et des anges
Pour plus de détails, voir Fiche technique et Distribution.
Des idiots et des anges (Idiots and Angels) est un film d'animation américain réalisé par Bill Plympton en 2009. L'auteur explique dans le dépliant de présentation du film devoir beaucoup à Topor, mais son graphisme est parfois aussi inspiré de Folon (hommes volants) avec aussi un soupçon de Crumb pour décrire le cynisme ordinaire.

## Synopsis
Un homme se réveille un beau matin avec des ailes sur son dos. Premier film de Bill Plympton sombre, il aborde un thème plus spirituel et plus personnel. Plympton explique avoir voulu dépeindre la lutte qui se joue entre le bien et le mal en chacun de nous. Le bien est ici symbolisé par les ailes qui poussent au personnage (et qu'il essaie de couper), le mal par le quotidien de tous les protagonistes (nuisance du réveil en sonnerie, agressivité routière, tabagie, éthylisme mondain, sarcasmes, petites ou grandes violences...). Ses ailes, dont son entourage se moque, poussent parfois le personnage à faire le bien malgré lui. Elles sont pour d'autres effet de convoitise. Volées, elles serviront à commettre des crimes profitant à un médecin et à un cabaretier, avant de revenir chez leur possesseur initial dont elles transforment la vie avant de s'envoler sans lui, peut-être pour de nouvelles aventures.

## Fiche technique
- Titre français : Des idiots et des anges
- Titre original : Idiots and Angels
- Réalisation et scénario : Bill Plympton
- Musique : Tom Waits, Corey A. Jackson, Nicole Renaud, Pink Martini
- Producteur : Biljana Labovic
- Durée : 78 minutes
- Genre : Comédie noire, fantastique
- Sortie : 2009
- Date de sortie : 14 janvier 2009 en  France
- Pays : États-Unis

## Exposition
- Un idiot parmi les anges, Galerie Chappe, Paris, 2009